# Semimago
Semimago, término propio de la literatura fantástica, hace siempre referencia a una criatura que, teniendo poderes mágicos, no es considerada un mago completo. Esto puede ser a causa de una incapacidad para utilizar la magia de ese ser, o bien porque no le hayan sido revelados todos los secretos de las artes arcanas.
Un ejemplo de literatura fantástica en la que aparece esta figura es la trilogía Memorias de Idhún, de Laura Gallego García. En el mundo de Idhún, un semimago es aquel que ha visto alguna vez un unicornio, pero el mitológico animal no lo ha tocado. Por tanto, no es un mago completo, pero tiene cierta sensibilidad a la magia y dotes curativas. Un ejemplo famoso de semimago es la Doncella de Ayshel, que derrotó al malvado Talmannon y puso fin a la Era Oscura; o Yaren, personaje secundario que es convertido por Victoria en un mago completo, pero en el momento en el que la magia de ésta se encuentra corrompida por el odio. 
En Idhún, tan solo los semimagos o los unicornios pueden manejar el báculo de Ayshel.
- Datos: Q6124734